# Taylor Marie Hill
Taylor Marie Hill, född 5 mars 1996 i Palatine, Illinois, USA, är en amerikansk fotomodell. Hon är sedan 2015 en av Victoria's Secret Angels.